# Скшинкі (Свецький повіт)
Скшинкі (пол. Skrzynki, нім. Skrzinken) — село в Польщі, у гміні Єжево Свецького повіту Куявсько-Поморського воєводства.
Населення — 71 особа (2011).
У 1975-1998 роках село належало до Бидгощського воєводства.

## Демографія
Демографічна структура станом на 31 березня 2011 року:
|          | Загалом | Допрацездатний вік | Працездатний вік | Постпрацездатний вік |
| -------- | ------- | ------------------ | ---------------- | -------------------- |
| Чоловіки | 40      | 12                 | 25               | 3                    |
| Жінки    | 31      | 9                  | 20               | 2                    |
| Разом    | 71      | 21                 | 45               | 5                    |